# Bachos
Cet article possède un paronyme, voir Bachas.
Bachos est une commune française située dans le sud-ouest du département de la Haute-Garonne, en région Occitanie. Sur le plan historique et culturel, la commune fait partie du pays de Comminges, correspondant à l’ancien comté de Comminges, circonscription de la province de Gascogne située sur les départements actuels du Gers, de la Haute-Garonne, des Hautes-Pyrénées et de l'Ariège.
Exposée à un climat de montagne, elle est drainée par la Pique et par un autre cours d'eau. La commune possède un patrimoine naturel remarquable : un site Natura 2000 (« Garonne, Ariège, Hers, Salat, Pique et Neste ») et quatre zones naturelles d'intérêt écologique, faunistique et floristique.
Bachos est une commune rurale qui compte 33 habitants en 2022, après avoir connu un pic de population de 286 habitants en 1856. Ses habitants sont appelés les Bachossois ou  Bachossoises.

## Géographie
La commune de Bachos se trouve dans le département de la Haute-Garonne, en région Occitanie.
Elle se situe à 103 km à vol d'oiseau de Toulouse, préfecture du département, à 25 km de Saint-Gaudens, sous-préfecture, et à 12 km de Bagnères-de-Luchon, bureau centralisateur du canton de Bagnères-de-Luchon dont dépend la commune depuis 2015 pour les élections départementales.
La commune fait en outre partie du bassin de vie de Bagnères-de-Luchon.
Les communes les plus proches sont : 
Binos (0,4 km), Guran (0,9 km), Burgalays (1,1 km), Signac (1,2 km), Lège (2,4 km), Cierp-Gaud (2,6 km), Cazaux-Layrisse (2,8 km), Baren (3,2 km).
Sur le plan historique et culturel, Bachos fait partie du pays de Comminges, correspondant à l’ancien comté de Comminges, circonscription de la province de Gascogne située sur les départements actuels du Gers, de la Haute-Garonne, des Hautes-Pyrénées et de l'Ariège.
Les communes limitrophes sont Sost, Burgalays, Guran, Signac et Binos.
| Esbareich (Hautes-Pyrénées) (par un quadripoint) | Binos  | Signac    |
| Sost (Hautes-Pyrénées)                           | Bachos | Burgalays |
|                                                  | Guran  |           |

La commune est située dans les Pyrénées, en Comminges, à 40 km au sud-ouest de Saint-Gaudens. Elle est limitrophe du département des Hautes-Pyrénées.

### Géologie et relief
La superficie de la commune est de 267 hectares ; son altitude varie de 520  à   1 600 mètres.
Elle s'étend du bord de la Pique (520 m) jusqu'à la limite du département des Hautes-Pyrénées (1 600 m) ; elle est couverte de forêts, principalement de hêtres, et de prairies pâturées ou fauchées, qui étaient autrefois cultivées. Le marbre y fut exploité autrefois, pour la construction de châteaux de la renaissance (château de Guran), mais une partie de ce marbre contribua aussi à la construction de l'opéra de Paris.

### Hydrographie

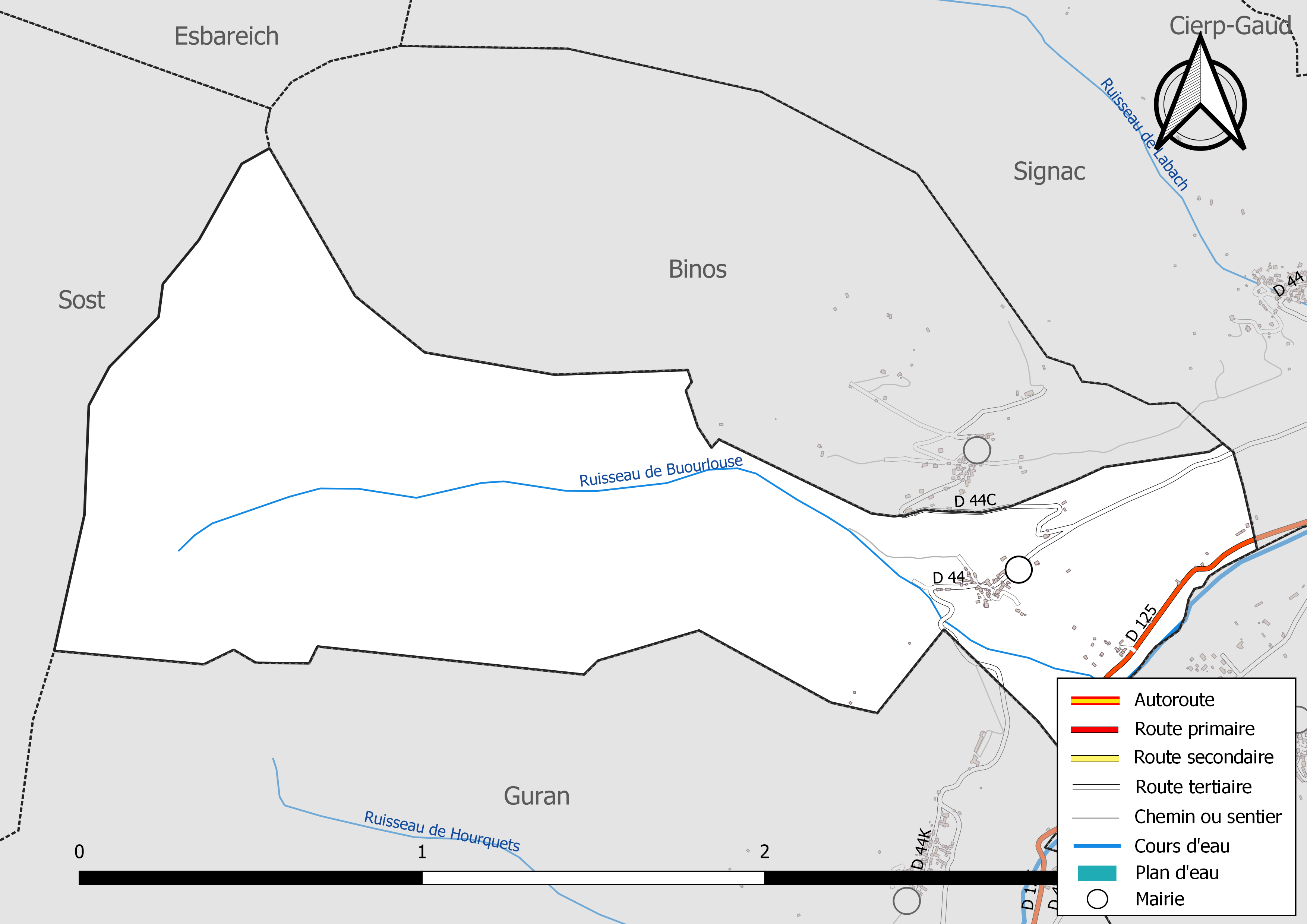
Réseaux hydrographique et routier de Bachos.

La commune est dans le bassin de la Garonne, au sein du bassin hydrographique Adour-Garonne. Elle est drainée par la Pique, le ruisseau de Buourlouse, constituant un réseau hydrographique de 3 km de longueur totale,.
La Pique, d'une longueur totale de 32,9 km, prend sa source dans la commune de Bagnères-de-Luchon et s'écoule vers le nord. Elle traverse la commune et se jette dans la Garonne à Chaum, après avoir traversé 17 communes.

### Climat
Pour des articles plus généraux, voir Climat de l'Occitanie et Climat de la Haute-Garonne.
En 2010, le climat de la commune est de type climat des marges montargnardes, selon une étude s'appuyant sur une série de données couvrant la période 1971-2000. En 2020, Météo-France publie une typologie des climats de la France métropolitaine dans laquelle la commune est exposée à un climat de montagne ou de marges de montagne et est dans la région climatique Pyrénées centrales, caractérisée par une pluviométrie annuelle de 1 000 à 1 200 mm.
Pour la période 1971-2000, la température annuelle moyenne est de 11 °C, avec une amplitude thermique annuelle de 14,5 °C. Le cumul annuel moyen de précipitations est de 1 155 mm, avec 9,8 jours de précipitations en janvier et 7,9 jours en juillet. Pour la période 1991-2020, la température moyenne annuelle observée sur la station météorologique la plus proche, située sur la commune de Bagnères-de-Luchon à 12 km à vol d'oiseau, est de 11,5 °C et le cumul annuel moyen de précipitations est de 940,5 mm,. Pour l'avenir, les paramètres climatiques de la commune estimés pour 2050 selon différents scénarios d’émission de gaz à effet de serre sont consultables sur un site dédié publié par Météo-France en novembre 2022.

### Milieux naturels et biodiversité

#### Réseau Natura 2000

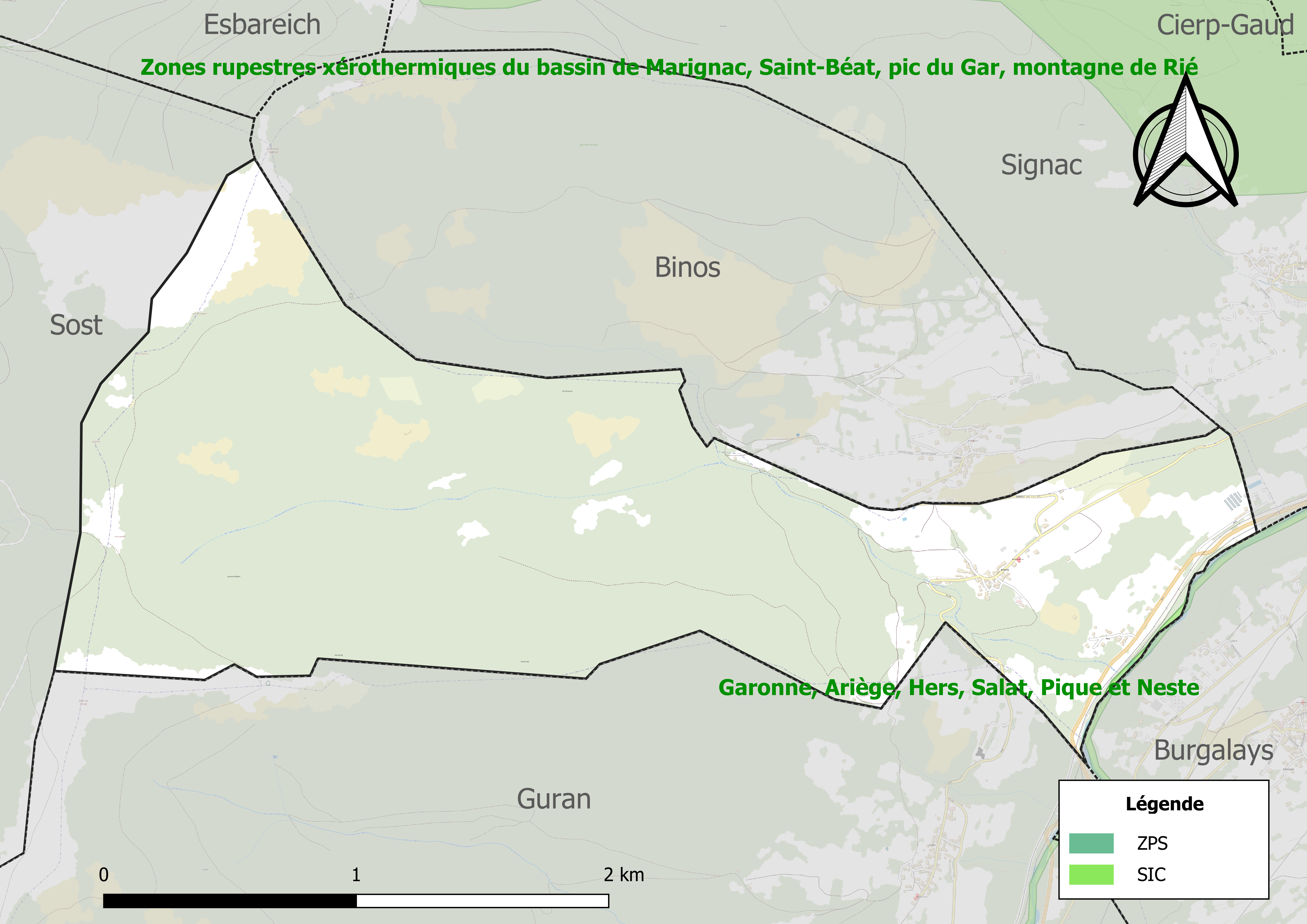
Site Natura 2000 sur le territoire communal.

Le réseau Natura 2000 est un réseau écologique européen de sites naturels d'intérêt écologique élaboré à partir des directives habitats et oiseaux, constitué de zones spéciales de conservation (ZSC) et de zones de protection spéciale (ZPS).
Un site Natura 2000 a été défini sur la commune au titre de la directive habitats : « Garonne, Ariège, Hers, Salat, Pique et Neste », d'une superficie de 9 581 ha, un réseau hydrographique pour les poissons migrateurs (zones de frayères actives et potentielles importantes pour le Saumon en particulier qui fait l'objet d'alevinages réguliers et dont des adultes atteignent déjà Foix sur l'Ariège.

#### Zones naturelles d'intérêt écologique, faunistique et floristique

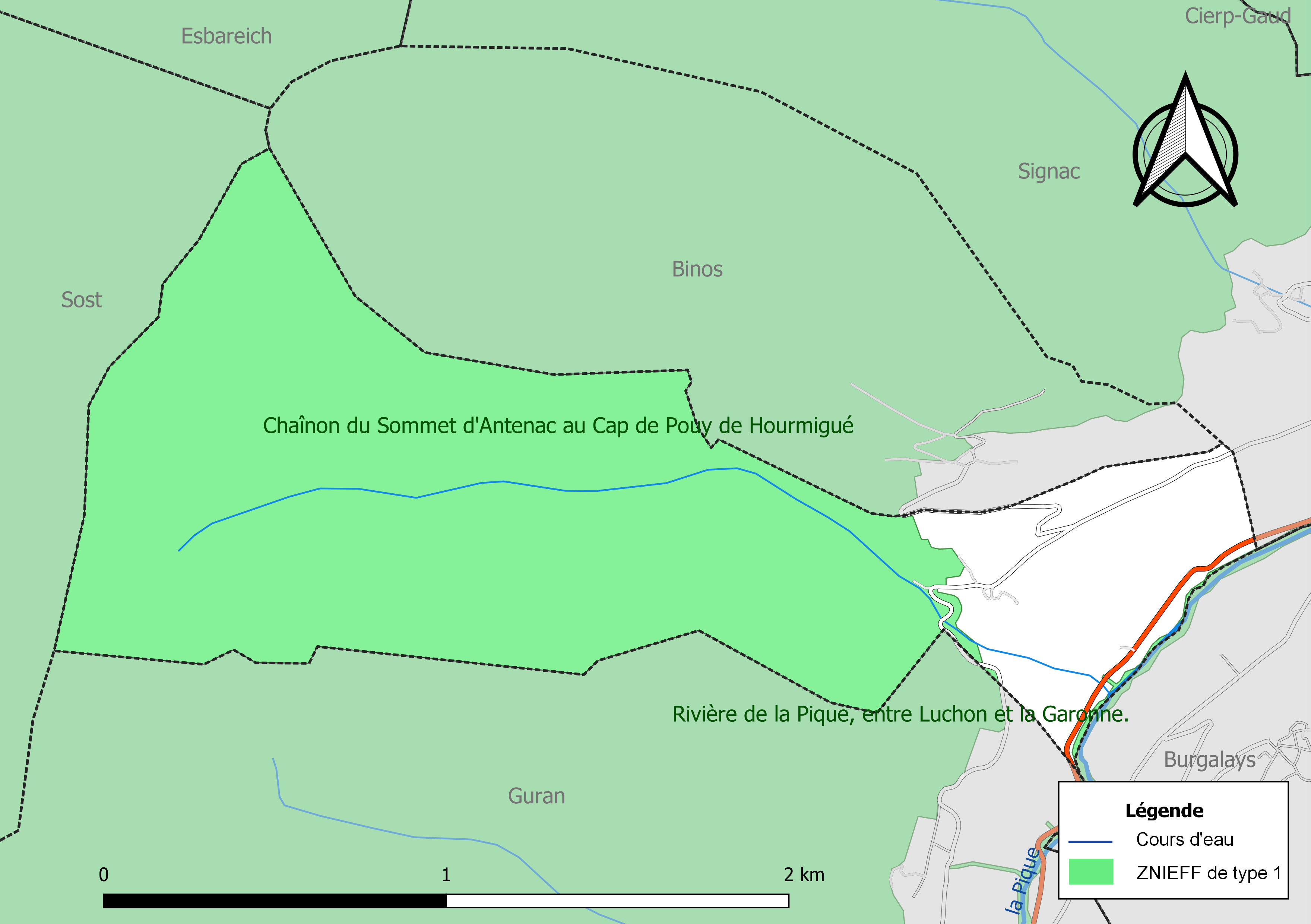
Carte des ZNIEFF de type 1 localisées sur la commune.

L’inventaire des zones naturelles d'intérêt écologique, faunistique et floristique (ZNIEFF) a pour objectif de réaliser une couverture des zones les plus intéressantes sur le plan écologique, essentiellement dans la perspective d’améliorer la connaissance du patrimoine naturel national et de fournir aux différents décideurs un outil d’aide à la prise en compte de l’environnement dans l’aménagement du territoire.
Deux ZNIEFF de type 1 sont recensées sur la commune :
« chaînon du sommet d'Antenac au cap de Pouy de Hourmigué » (5 751 ha), couvrant 22 communes dont 16 dans la Haute-Garonne et six dans les Hautes-Pyrénées et 
la « rivière de la Pique, entre Luchon et la Garonne. » (143 ha), couvrant 16 communes du département
et deux ZNIEFF de type 2, : 
- « Garonne amont, Pique et Neste » (1 788 ha), couvrant 112 communes dont 42 dans la Haute-Garonne et 70 dans les Hautes-Pyrénées[23] ;
- le « massif de la Barousse et chaînon du sommet d´Antenac au cap de Pouy de Hourmigué » (15 691 ha), couvrant 33 communes dont 18 dans la Haute-Garonne et 15 dans les Hautes-Pyrénées[24].

## Urbanisme

### Typologie
Au 1er janvier 2024, Bachos est catégorisée commune rurale à habitat dispersé, selon la nouvelle grille communale de densité à sept niveaux définie par l'Insee en 2022.
Elle est située hors unité urbaine et hors attraction des villes,.

### Occupation des sols
L'occupation des sols de la commune, telle qu'elle ressort de la base de données européenne d’occupation biophysique des sols Corine Land Cover (CLC), est marquée par l'importance des forêts et milieux semi-naturels (81,7 % en 2018), une proportion identique à celle de 1990 (81,7 %). La répartition détaillée en 2018 est la suivante : 
forêts (76,7 %), prairies (13,1 %), zones agricoles hétérogènes (5,2 %), milieux à végétation arbustive et/ou herbacée (4,9 %). L'évolution de l’occupation des sols de la commune et de ses infrastructures peut être observée sur les différentes représentations cartographiques du territoire : la carte de Cassini (XVIIIe siècle), la carte d'état-major (1820-1866) et les cartes ou photos aériennes de l'IGN pour la période actuelle (1950 à aujourd'hui).

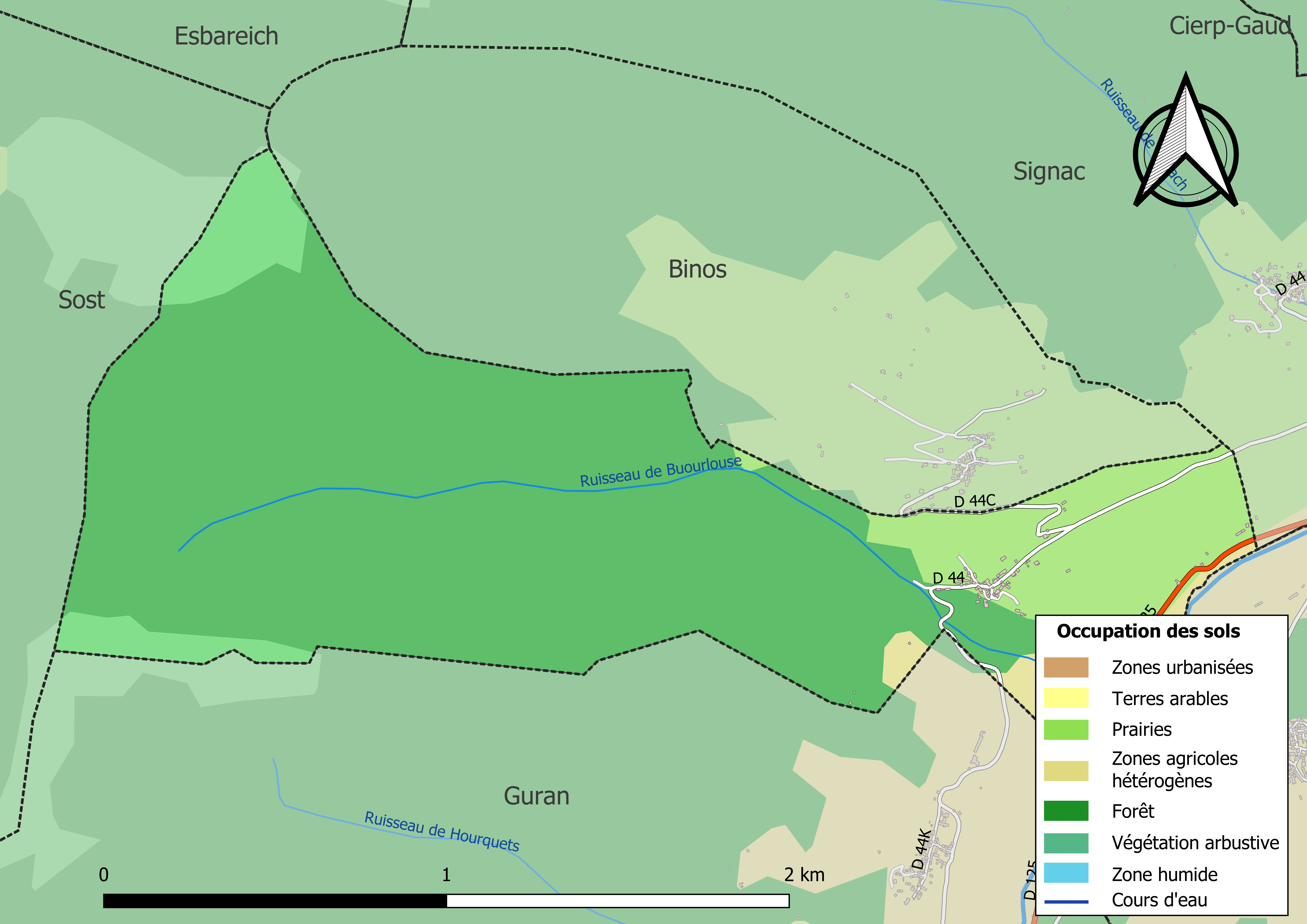
Carte des infrastructures et de l'occupation des sols de la commune en 2018 (CLC).

### Voies de communication et transports
Accès par l'autoroute A64 sortie no 17 puis la route nationale 125 et avec le réseau Arc-en-ciel ainsi qu'en gare de Marignac - Saint-Béat située sur la ligne de Montréjeau à Luchon.

### Risques majeurs
Le territoire de la commune de Bachos est vulnérable à différents aléas naturels : météorologiques (tempête, orage, neige, grand froid, canicule ou sécheresse), inondations, feux de forêts, mouvements de terrains et séisme (sismicité moyenne). Il est également exposé à un risque technologique, la rupture d'un barrage. Un site publié par le BRGM permet d'évaluer simplement et rapidement les risques d'un bien localisé soit par son adresse soit par le numéro de sa parcelle.

#### Risques naturels
Certaines parties du territoire communal sont susceptibles d’être affectées par le risque d’inondation par débordement de cours d'eau, notamment la Pique. La commune a été reconnue en état de catastrophe naturelle au titre des dommages causés par les inondations et coulées de boue survenues en 1982, 1999 et 2009,.
Un plan départemental de protection des forêts contre les incendies a été approuvé par arrêté préfectoral du 25 septembre 2006. Bachos est exposée au risque de feu de forêt du fait de la présence sur son territoire du massif des Pyrénées. Il est ainsi défendu aux propriétaires de la commune et à leurs ayants droit de porter ou d’allumer du feu dans l'intérieur et à une distance de 200 mètres des bois, forêts, plantations, reboisements ainsi que des landes. L’écobuage est également interdit, ainsi que les feux de type méchouis et barbecues, à l’exception de ceux prévus dans des installations fixes (non situées sous couvert d'arbres) constituant une dépendance d'habitation,

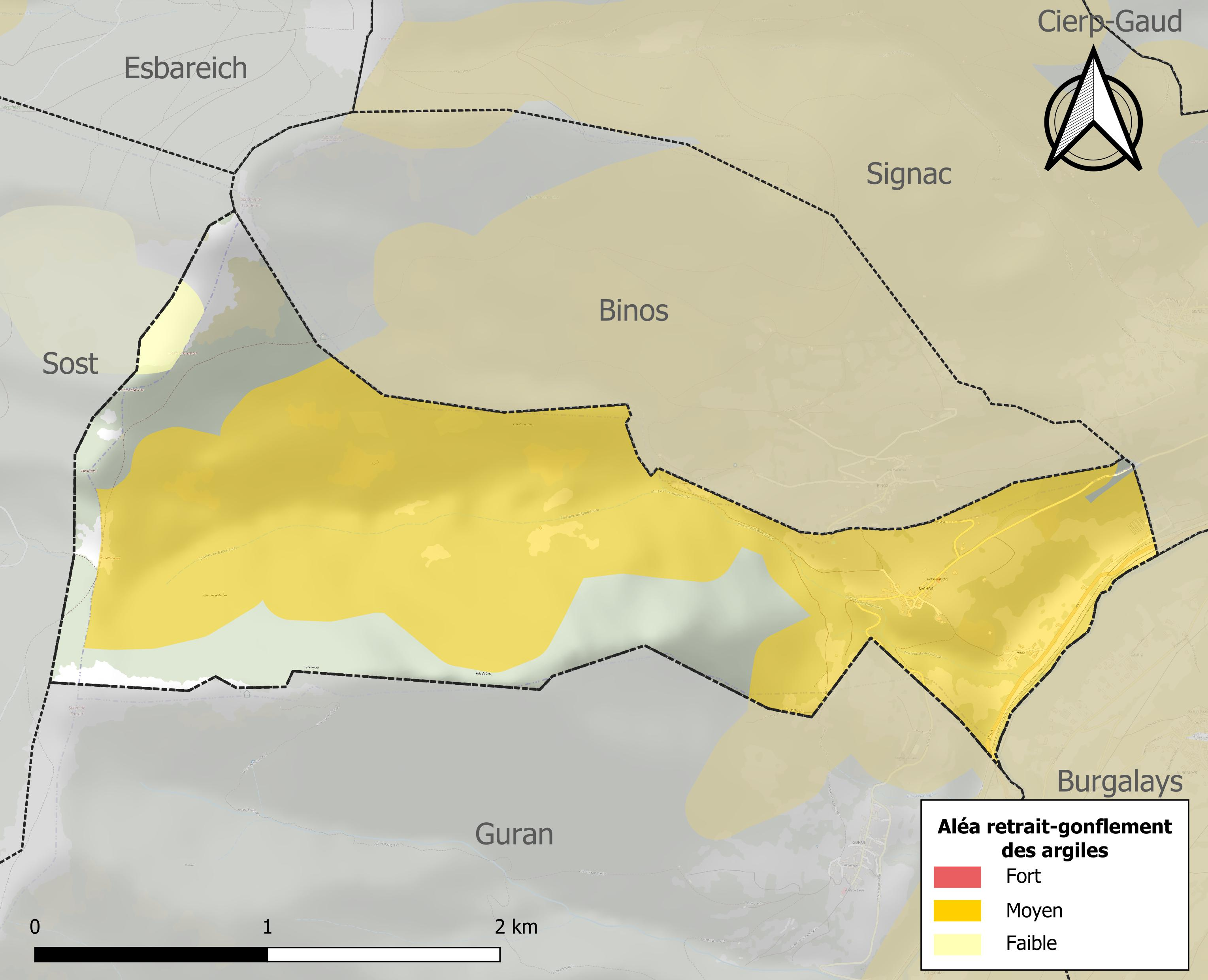
Carte des zones d'aléa retrait-gonflement des sols argileux de Bachos.

La commune est vulnérable au risque de mouvements de terrains constitué principalement du retrait-gonflement des sols argileux. Cet aléa est susceptible d'engendrer des dommages importants aux bâtiments en cas d’alternance de périodes de sécheresse et de pluie. 73,6 % de la superficie communale est en aléa moyen ou fort (88,8 % au niveau départemental et 48,5 % au niveau national). Sur les 38 bâtiments dénombrés sur la commune en 2019, 38 sont en aléa moyen ou fort, soit 100 %, à comparer aux 98 % au niveau départemental et 54 % au niveau national. Une cartographie de l'exposition du territoire national au retrait gonflement des sols argileux est disponible sur le site du BRGM,.
Par ailleurs, afin de mieux appréhender le risque d’affaissement de terrain, l'inventaire national des cavités souterraines permet de localiser celles situées sur la commune.
Concernant les mouvements de terrains, la commune a été reconnue en état de catastrophe naturelle au titre des dommages causés par des mouvements de terrain en 1999.

#### Risques technologiques
La commune est en outre située en aval du barrage du Portillon sur la Neste d'Oô. À ce titre elle est susceptible d’être touchée par l’onde de submersion consécutive à la rupture de cet ouvrage.

## Histoire
Voir Bachos-Binos.

## Politique et administration

### Rattachements administratifs et électoraux
Commune faisant partie de la huitième circonscription de la Haute-Garonne, de la communauté de communes des Pyrénées Haut-Garonnaises et du canton de Bagnères-de-Luchon (avant le redécoupage départemental de 2014, Bachos faisait partie de l'ex-canton de Saint-Béat et avant le 1er janvier 2017, elle faisait partie de la communauté de communes du canton de Saint-Béat).

### Liste des maires
| Période                                  | Période  | Identité         | Étiquette | Qualité  |
| ---------------------------------------- | -------- | ---------------- | --------- | -------- |
| Les données manquantes sont à compléter. |          |                  |           |          |
| mars 1971                                | 2020     | François Talazac | PS        | Retraité |
| 2020                                     | En cours | Gabriel Pelayo   |           |          |

## Population et société

### Démographie
L'évolution du nombre d'habitants est connue à travers les recensements de la population effectués dans la commune depuis 1793. Pour les communes de moins de 10 000 habitants, une enquête de recensement portant sur toute la population est réalisée tous les cinq ans, les populations de référence des années intermédiaires étant quant à elles estimées par interpolation ou extrapolation. Pour la commune, le premier recensement exhaustif entrant dans le cadre du nouveau dispositif a été réalisé en 2004.

En 2022, la commune comptait 33 habitants, en évolution de −15,38 % par rapport à 2016 (Haute-Garonne : +8,02 %, France hors Mayotte : +2,11 %).
| 1793 | 1800 | 1806 | 1821 | 1831 | 1836 | 1841 | 1846 | 1851 |
| ---- | ---- | ---- | ---- | ---- | ---- | ---- | ---- | ---- |
| 116  | 124  | 132  | 115  | 148  | 236  | 253  | 268  | 277  |

| 1856 | 1861 | 1866 | 1872 | 1876 | 1881 | 1886 | 1891 | 1896 |
| ---- | ---- | ---- | ---- | ---- | ---- | ---- | ---- | ---- |
| 286  | 264  | 246  | 260  | 221  | 197  | 198  | 184  | 185  |

| 1901 | 1906 | 1911 | 1921 | 1926 | 1931 | 1936 | 1946 | 1954 |
| ---- | ---- | ---- | ---- | ---- | ---- | ---- | ---- | ---- |
| 172  | 155  | 139  | 145  | 130  | 136  | 108  | 118  | 55   |

| 1962 | 1968 | 1975 | 1982 | 1990 | 1999 | 2004 | 2006 | 2009 |
| ---- | ---- | ---- | ---- | ---- | ---- | ---- | ---- | ---- |
| 58   | 51   | 48   | 39   | 45   | 38   | 32   | 26   | 27   |

| 2014 | 2019 | 2022 | - | - | - | - | - | - |
| ---- | ---- | ---- | - | - | - | - | - | - |
| 34   | 35   | 33   | - | - | - | - | - | - |

| selon la population municipale des années : | 1968 | 1975 | 1982 | 1990 | 1999 | 2006 | 2009 | 2013 |
| Rang de la commune dans le département      | 550  | 501  | 569  | 553  | 564  | 575  | 576  | 574  |
| Nombre de communes du département           | 592  | 582  | 586  | 588  | 588  | 588  | 589  | 589  |

### Enseignement
Bachos fait partie de l'académie de Toulouse.

### Culture et festivité
Panthéon pyrénéen

### Activités sportives
Chasse, randonnée pédestre,

## Économie

### Emploi
|                | 2008   | 2013   | 2018   |
| -------------- | ------ | ------ | ------ |
| Commune        | 11,8 % | 18,7 % | 13,6 % |
| Département    | 7,7 %  | 9,6 %  | 9,3 %  |
| France entière | 8,3 %  | 10 %   | 10 %   |

En 2018, la population âgée de 15 à 64 ans s'élève à 23 personnes, parmi lesquelles on compte 68,2 % d'actifs (54,5 % ayant un emploi et 13,6 % de chômeurs) et 31,8 % d'inactifs,. Depuis 2008, le taux de chômage communal (au sens du recensement) des 15-64 ans est supérieur à celui de la France et du département.
La commune est hors attraction des villes,. Elle ne compte aucun emploi en 2018, contre 3 en 2013 et 2 en 2008. Le nombre d'actifs ayant un emploi résidant dans la commune est de 12, soit un taux d'activité parmi les 15 ans ou plus de 51,7 %.
Sur ces 12 actifs de 15 ans ou plus ayant un emploi, aucun ne travaille dans la commune. Pour se rendre au travail, 83,3 % des habitants utilisent un véhicule personnel ou de fonction à quatre roues, 16,7 % s'y rendent en deux-roues, à vélo ou à pied et.

### Activités
Aucun établissement relevant d’une activité hors champ de l’agriculture n’est implanté  à Bachos au 31 décembre 2019.

### Agriculture
|               | 1988 | 2000 | 2010 | 2020 |
| ------------- | ---- | ---- | ---- | ---- |
| Exploitations | 2    | 4    | 0    | 1    |
| SAU (ha)      | 5    | 37   | 0    | 19   |

La commune est dans les « Pyrénées centrales », une petite région agricole occupant le sud du département de la Haute-Garonne, massif montagneux où s’étagent les vallées profondes, la forêt et les zones intermédiaires, les estives. En 2020, l'orientation technico-économique de l'agriculture  sur la commune est l'exploitation de grandes cultures (hors céréales et oléoprotéagineuses). Une seule  exploitation agricole ayant son siège dans la commune est recensée lors du recensement agricole de 2020 (deux en 1988). La superficie agricole utilisée est de 19 ha,,.

## Culture locale et patrimoine

### Lieux et monuments

#### ÉgliseSaint-Geniès
L'église date du XIIe siècle au XIXe siècle, elle est construite en schiste, granite et marbre,.
La tête de méduse en pierre sculptée intégrée dans la façade de l'église date du Ier siècle. C'est un fragment du couvercle d'une auge cinéraire d'une nécropole gallo-romaine, le motif est inspiré du gorgonéïon.

##### Mobilier
- Une statue de la Vierge à l'Enfant de type commingeois[48] ;
- Une statue de la Vierge à l'Enfant datant du XVIIe siècle[48].

Plusieurs objets sont référencer dans la base Palissy, sont inscrits à l'inventaire des monuments historiques :
- Une commode de sacristie de style Louis XV datant du XVIIIe - XIXe siècle[50].
- Le tabernacle, le tableau de l'Assomption avec saint Etienne et saint Bertrand, une statue de la Vierge à l'Enfant, et l'antependium datant du XVIIe siècle[51].
- Une statue de saint Louis en bois taillé et doré datant du XVIe - XVIIe siècle[52].
- Oratoire de la Vierge Marie. L'intérieur est éclairé la nuit avec des bornes solaire.
- Monument aux morts en marbre blanc pour les communes de Bachos et Binos.
- Fontaine abreuvoir.
- Lavoir.

## Galerie

Le village
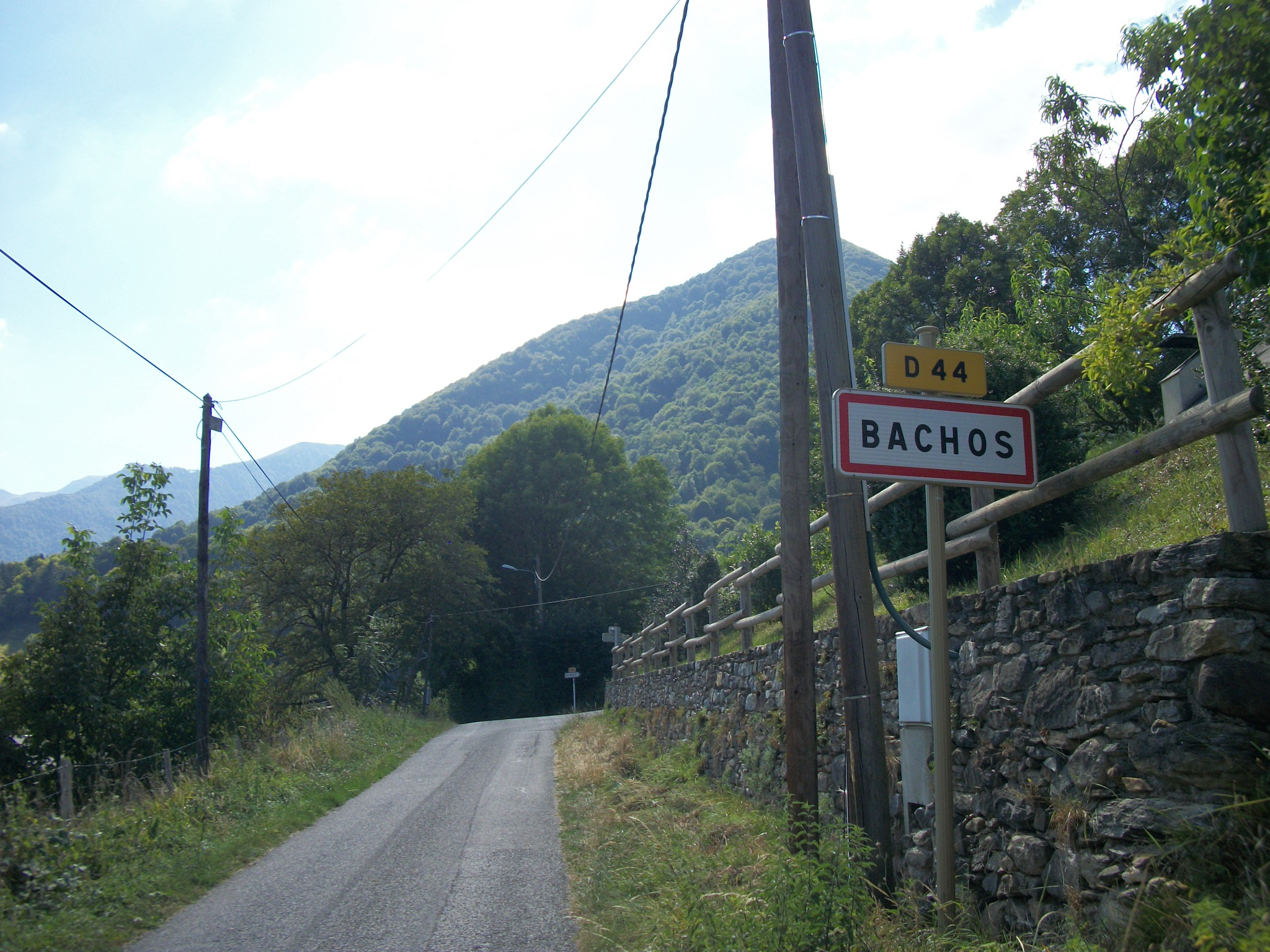
L'entrée du village.
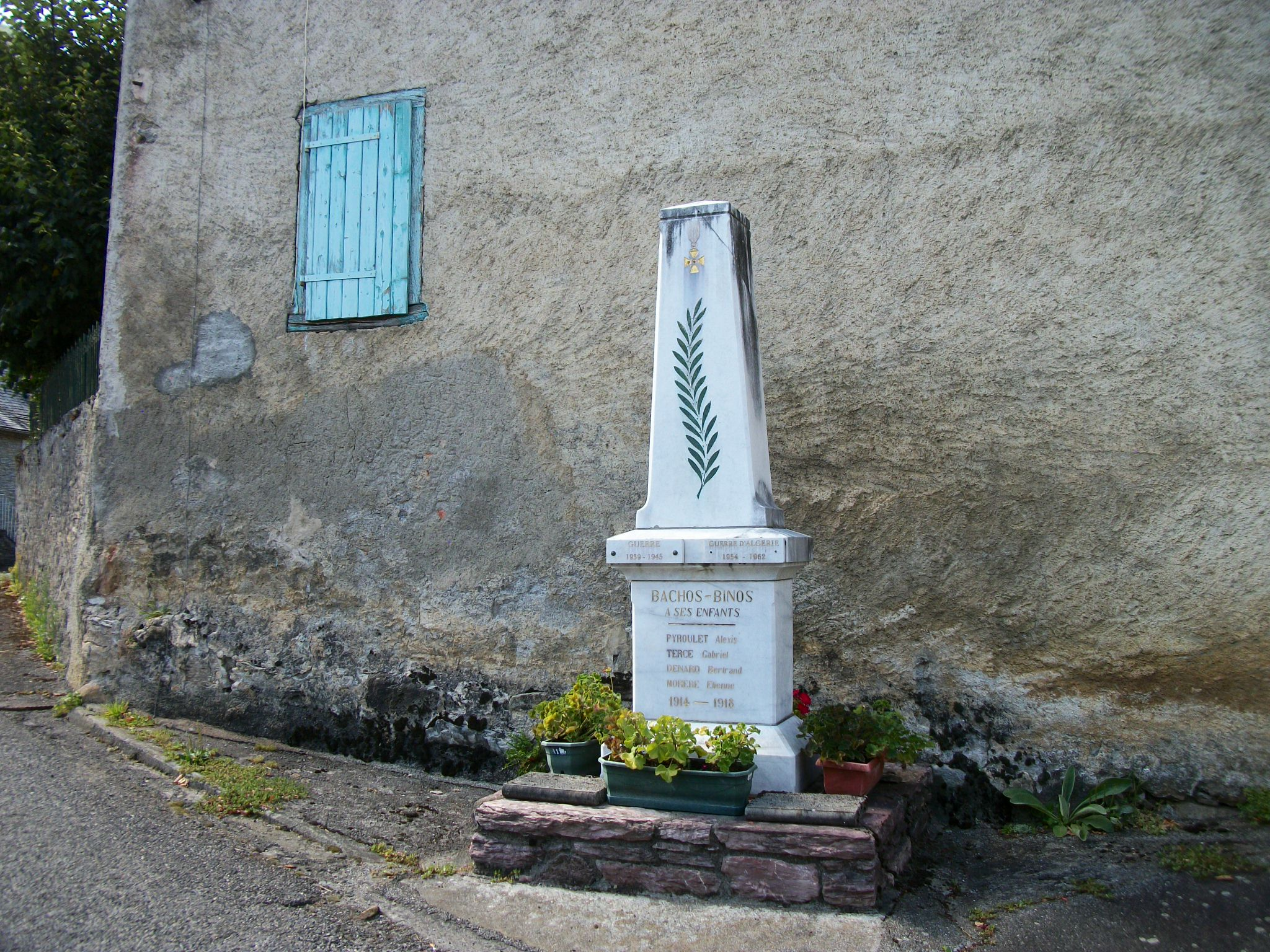
Monument aux morts.
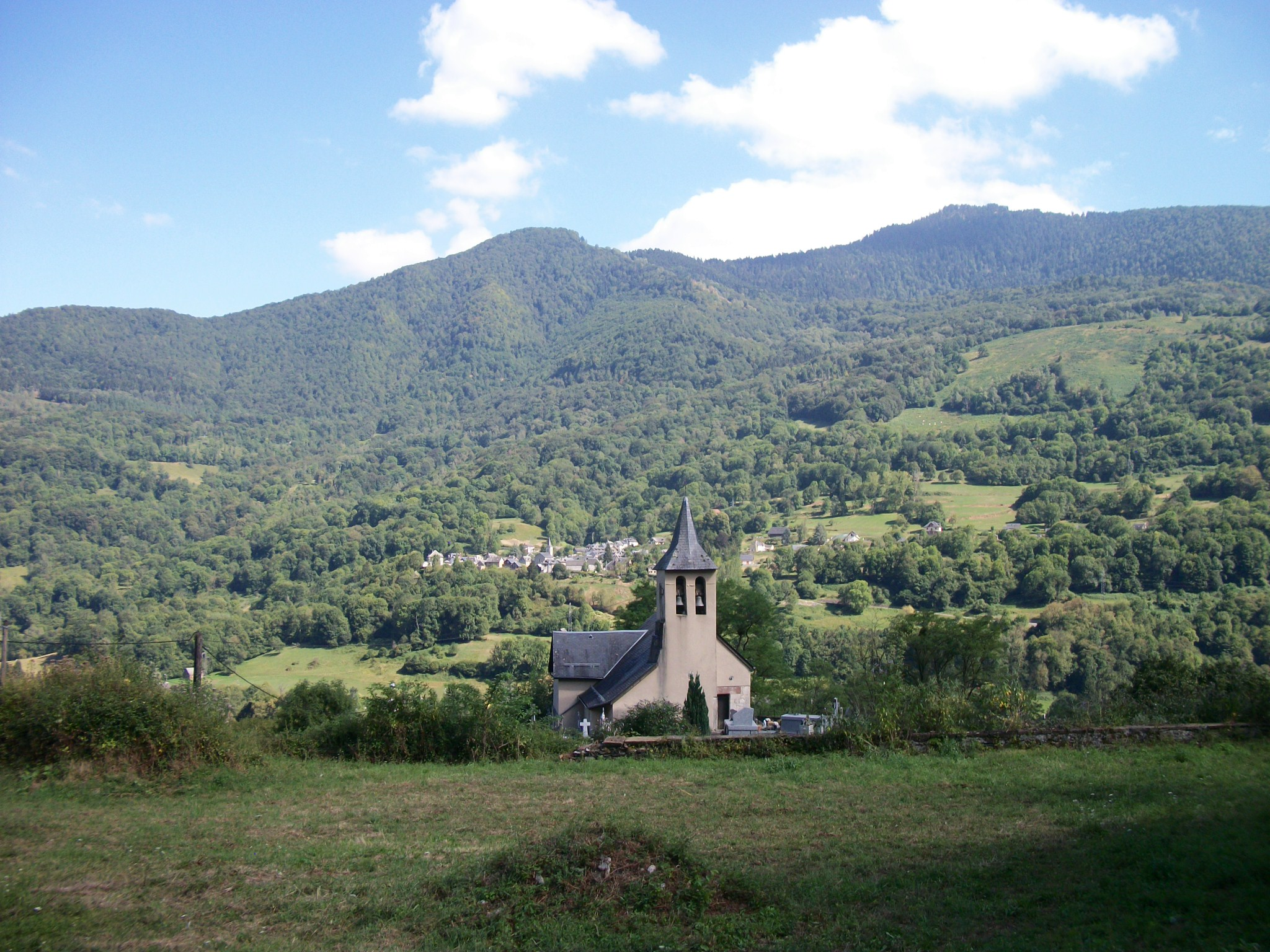
Vue sur l'église, en arrière-plan le village de Burgalays.
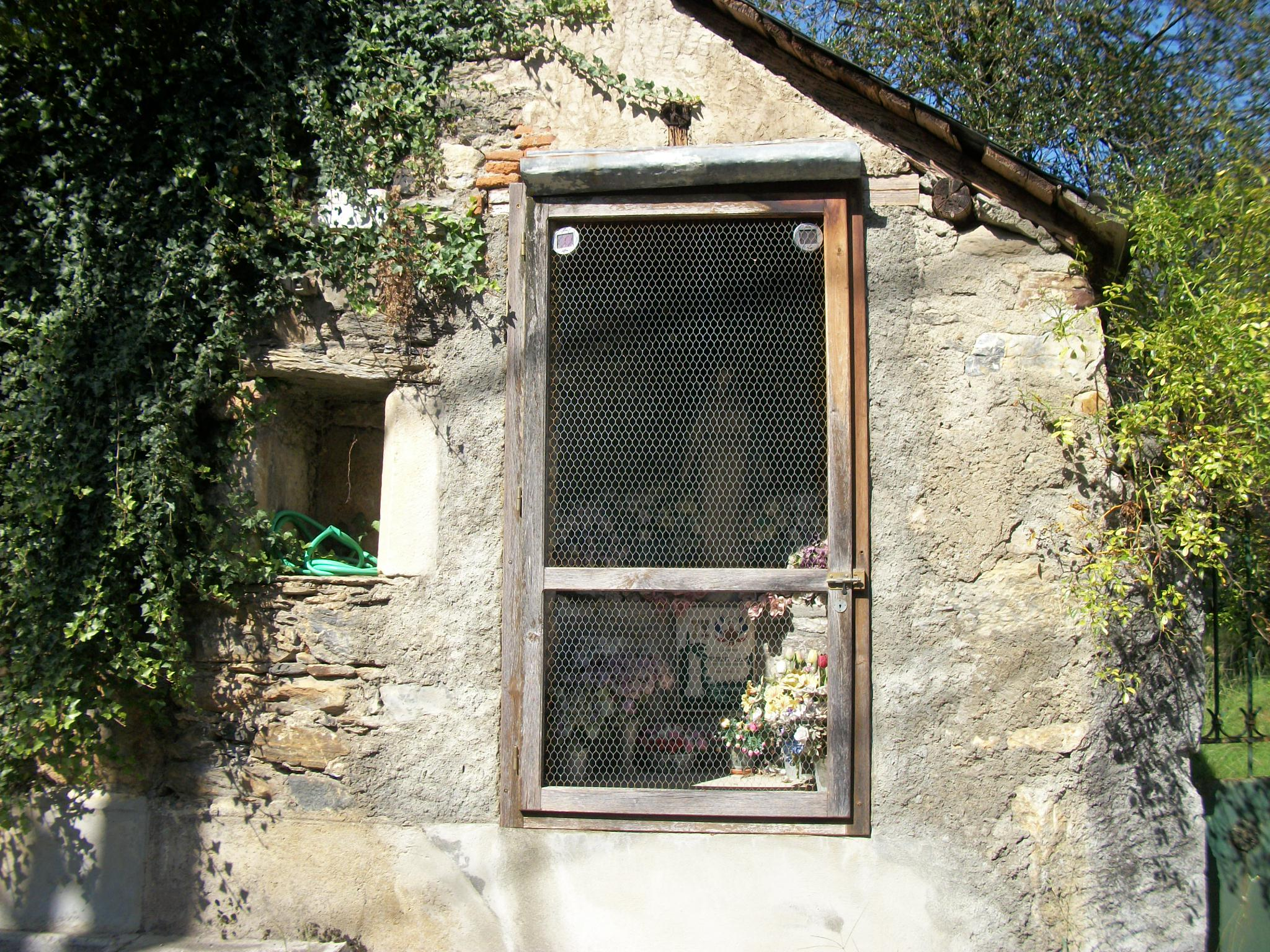
L'oratoire.